# Azkoitia
Azkoitia (baskisch und offiziell; spanisch Azcoitia) ist eine Gemeinde in der baskischen Provinz Gipuzkoa (Spanien). 
Mit 11.697 Einwohnern (Stand: 2024) und 55,4 km² gehört Azkoitia zu den wichtigsten Gemeinden in der Comarca Urola-Costa.

## Geografie
Azkoitia liegt auf einer Höhe von 113 m ü. M. (Gemeindezentrum) am Fluss Urola, etwa drei Kilometer westlich von Loiola, wo sich die Wallfahrtsbasilika und die Geburtsstätte des Gründers des Jesuitenordens Ignatius von Loiola befindet. Der Ort ist umgeben im Norden von der Gebirgskette Izarraitz (1026 m) und im Süden vom Berg Samiño (932 m).

## Geschichte
Zum ersten Mal wurde Azkoitia urkundlich 1324 erwähnt, als der kastilische König Alfons XI. das Stadtrecht vergab. Vor der Stadtgründung nannte man das Siedlungsgebiet Iraurgi.

## Wirtschaft
Die Industrialisierung setzte spät ein, aber es gab schon eine Tradition in der Metallherstellung. Daher ist Azkoita stark vom metallverarbeitenden Gewerbe geprägt, welches sich im Stadtbild teilweise widerspiegelt.

## Sport
Bekannt ist Azkoitia für eine Reihe exzellenter Spieler des baskischen Pelota Spiels. Vor allem Atano III, der über 20 Jahre diesen Sport wie kein anderer dominierte, wird von vielen als bester Pelotari in der Geschichte angesehen.

## Söhne und Töchter der Gemeinde
- Nemesio Otaño (1880–1956), Musikwissenschaftler und Komponist
- Ignacio Gogorza Izaguirre (* 1936), römisch-katholischer Bischof von Encarnación
- José Araquistáin (* 1937), Fußballspieler
- José Luis Astigarraga Lizarralde CP (1940–2017), katholischer Ordensgeistlicher, Apostolischer Vikar von Yurimaguas in Peru
- Diego García (1961–2001), Marathonläufer
- Josu Juaristi (* 1964), Politiker
- Xabier Gómez García (* 1970), katholischer Ordensgeistlicher, Bischof von Sant Feliu de Llobregat
- Elixabet Ibarra (* 1981), Fußballspielerin
- Igor Zubeldia (* 1997), Fußballspieler